# Andrew Howard
Andrew Howard (Cardiff, 12 giugno 1969) è un attore gallese.

## Filmografia

### Cinema
- Shades, regia di Erik Van Looy (1999)
- Il giardino dei ciliegi (The Cherry Orchard), regia di Michael Cacoyannis (1999)
- Rancid Aluminium, regia di Edward Thomas (2000)
- Mr In-Between, regia di Paul Sarossy (2001)
- Shooters, regia di Glenn Durfort e Colin Teague (2002)
- Moonlight, regia di Paula van der Oest (2002)
- Below, regia di David Twohy (2002)
- One Perfect Day, regia di Paul Currie (2004)
- Heights, regia di Chris Terrio (2005)
- Revolver, regia di Guy Ritchie (2005)
- La sedia del diavolo (The Devil's Chair), regia di Adam Mason (2006)
- Sogni e delitti (Cassandra's Dream), regia di Woody Allen (2007)
- Blood River, regia di Adam Mason (2009)
- Transformers - La vendetta del caduto (Transformers: Revenge of the Fallen), regia di Michael Bay (2009)
- Pig, regia di Adam Mason (2010)
- I Spit on Your Grave, regia di Steven R. Monroe (2010)
- Limitless, regia di Neil Burger (2011)
- Una notte da leoni 2 (The Hangover Part II), regia di Todd Phillips (2011)
- Girls Against Boys, regia di Austin Chick (2012)
- Taken 3 - L'ora della verità (Taken 3), regia di Olivier Megaton (2014)
- Autobiografia di un finto assassino (True Memoirs of an International Assassin), regia di Jeff Wadlow (2016)
- CHiPs, regia di Dax Shepard (2017)
- Obbligo o verità (Truth or Dare), regia di Jeff Wadlow (2018)
- Anna, regia di Luc Besson (2019)
- Tenet, regia di Christopher Nolan (2020)
- Due estranei (Two Distant Strangers), regia di Travon Free e Martin Desmond Roe – cortometraggio (2020)
- Songbird, regia di Adam Mason (2020)
- The Accountant 2, regia di Gavin O'Connor (2025)

### Televisione
- Drover's Gold, regia di Tristram Powell e Lesley Manning – miniserie TV (1997)
- Band of Brothers - Fratelli al fronte (Band of Brothers) – miniserie TV, episodi 1x02-1x05 (2001)
- The Lion in Winter - Nel regno del crimine (The Lion in Winter), regia di Andrej Končalovskij – film TV (2003)
- Hellhounds, regia di Rick Schroder – film TV (2009)
- Burn Notice - Duro a morire (Burn Notice) – serie TV, episodi 5x10-5x11-5x12 (2011)
- Law & Order - Unità vittime speciali (Law & Order: Special Victims Unit) – serie TV, episodio 12x24 (2011)
- Hatfields & McCoys, regia di Kevin Reynolds – miniserie TV (2012)
- NCIS: Los Angeles – serie TV, episodi 4x06-4x17 (2012-2013)
- Boardwalk Empire - L'impero del crimine (Boardwalk Empire) – serie TV, episodio 4x03 (2013)
- Elementary – serie TV, episodio 2x12 (2014)
- Banshee - La città del male (Banshee) – serie TV, episodio 2x06 (2014)
- Hell on Wheels – serie TV, 7 episodi (2014-2015)
- Agents of S.H.I.E.L.D. – serie TV, 6 episodi (2015)
- Agent X – serie TV, 8 episodi (2015)
- Bates Motel – serie TV, 8 episodi (2015-2016)
- The Brave – serie TV, episodio 1x03 (2017)
- The Outpost – serie TV, 13 episodi (2018-2019)
- The Oath – serie TV, 5 episodi (2019)
- Watchmen – miniserie TV, 7 puntate (2019)
- Perry Mason – serie TV, 8 episodi (2020)
- Mayor of Kingstown – serie TV, 5 episodi (2021)
- Echo - miniserie TV, 3 episodi (2024)
- Hard Home, regia di James Bamford – film TV (2024)

## Doppiatori italiani
Nelle versioni in italiano delle opere in cui ha recitato, Andrew Howard è stato doppiato da:
- Alberto Bognanni in The Lion in Winter - Nel regno del crimine, Agents of S.H.I.E.L.D., Anna, Perry Mason
- Christian Iansante in Law & Order - Unità vittime speciali, Agent X
- Fabio Boccanera in Limitless, Echo
- Maurizio Reti in Revolver
- Giorgio Borghetti in Burn Notice - Duro a morire
- Massimo Bitossi in CSI - Scena del crimine
- Roberto Certomà in Boardwalk Empire - L'impero del crimine
- Luca Biagini in Banshee - La città del male
- Francesco Meoni in Autobiografia di un finto assassino
- Enrico Pallini in Watchmen
- Stefano Brusa in Mayor of Kingstown